# Atractus pachacamac
Atractus pachacamac — вид змій родини полозових (Colubridae). Мешкає в Південній Америці. Описаний у 2021 році.

## Поширення і екологія
Atractus pachacamac мешкають у східних передгір'ях Анд на території Колумбії, Еквадору і Перу, на висоті від 350 до 1500 м над рівнем моря.